# District Leskenski
District Leskenski (Russisch: Лескенский райо́н) is een district in het zuidoosten van de Russische autonome republiek Kabardië-Balkarië. Het district heeft een oppervlakte van 523,06 vierkante kilometer en een inwonertal van 27.840 in 2010. Het administratieve centrum bevindt zich in Anzorey.
Bestuurlijk centrum: Naltsjik

Steden: Baksan · Majski · Nartkala · Prochladny · Terek · Tsjegem · Tyrnyaoez

Districten: Baksanski · Elbroesski · Leskenski · Majski · Oervanski · Prochladnenski · Terski · Tsjegemski · Tsjerekski · Zolski